# Partidul Social Naționalist Sirian
Partidul Social Naționalist Sirian sau Partidul Național Socialist Sirian (în arabă:الحزب السوري القومي الاجتماعي‎ , al-Ḥizb al-Sūrī al-Qawmī al-Ijtimāʿī) , cunoscut și ca Partidul Popular Sirian, este un partid naționalist sirian activ în special în Liban, dar și în Siria și Iordania și alte câteva state arabe.
El promovează ideea unei Sirii Mari și al unei națiuni siriene unice care ar include Semiluna Fertilă,precum și alte câteva teritorii vecine, respectiv teritoriul actualelor state Siria, Liban, Israel, Palestina, Iordania, Irakul, Kuweitul precum și Ciprul, Peninsula Sinai și sud-estul Turciei - Provincia Hatay (Alexandretta) și Cilicia.  
Partidul Social Naționalist Sirian a fost întemeiat la Beirut în 1932 de activiști politici arabi inspirați de nazism sau național-socialismul german în anii în care acesta s-a întărit și apoi, acaparat puterea în Germania. Principalul fondator a fost intelectualul libanez Antoine (Antoun) Saadeh, provenit dintr-o familie de confesiune creștină ortodoxă.
Idealurile sirienilor, după Saadeh ,erau Libertatea, Datoria, Disciplina și Puterea, sub semnul Adevărului, al Binelui și Frumuseții.
Antoine Saadeh susținea existența unei unice națiuni siriene, o națiune arabă, care s-a produs prin amestecarea multor etnii de-a lungul secolelor:canaaniți, akkadieni, caldeeni, asirieni, arameeni, amoriți,hitiți, mitannieni, bizantini, arabi.
După el, încă un număr de comunități, precum cea kurdă, cerkeză și armeană se pot dizolva, cu timpul, în națiunea siriană, dar nu și evreii, care sunt, singurii, considerați de el inasimilabili și nedoriți
Ideologii PSNS au subliniat că social-naționalismul sirian se distinge de național-socialism prin faptul că exclude ideea de rasă pură și de luptă de rasă.
Ideologia PSNS cuprinde pretenții teritoriale la un spațiu foarte întins din Orientul Apropiat („Siria este a sirienilor”), negarea națiunii panarabe, libaneze, palestiniene, laicitatea, dispariția diferențelor dintre diversele religii și secte din regiune, împotrivirea față de puterea clerului de diverse religii, împotrivirea față de planurile colonialiștilor europeni (inclusiv Acordul Sykes–Picot, Declarația Balfour etc) și față de sionism , abolirea feudalismului, lupta contra tiraniei capitaliste și a comunismului, promovarea unei  economii productive, cu frânarea sindicalismului, construirea unei forțe armate puternice. PSNS și-a creat o elită organizată, ancorată în istoria politică a țării vreme de peste 80 ani.Partidul s-a opus hegemoniei franceze în Siria și Liban, inclusiv inițiativei desprinderii Libanului de Siria și s-a împotrivit mandatului britanic asupra Palestinei care era denumită Siria de sud, precum și împotriva sionismului.
 P.S.N.S s-a pronunțat pentru un front comun cu celelalte națiuni arabe împotriva urzelilor imperialismului.
Simbolul partidului este Zawbaa (în arabă زوبعة‎ adică „vârtejul vânturilor”) este o formă stilizată care întruchipează un vârtej roșu înscris într-un cerc alb, pe un fond negru.
PSNS a fost implicat în lovituri de stat în 1949 și 1961 în Siria, în urma cărora a fost obiectul unor măsuri de represiune. 
În Liban s-a alăturat coaliției forțelor numite islamo-progresiste care au sprijinit ocupația siriană în Liban și acțiunile palestiniene contra Israelului de pe teritoriul Libanului, apoi s-au împotrivit intervenției militare a Israelului în Liban. În 1982 un activist al său l-a asasinat pe președintele nou ales al Libanului, Bashir Gemayel. PSNS s-a aliat cu Partidul Comunist Libanez și cu Organizația pentru Eliberarea Palestinei. 
În Siria PSNS a sprijinit lupta armată pentru instaurarea unui regim unipartinic. A participat la puciul din 1949 care a răsturnat guvernul ales democratic al lui Shukri al Quwatli. A continuat să fie implicat în activități violente și în 1955 a fost scos in ilegalitate după asasinarea ofițerului sirian baasist Adnan al Malki.
În Siria  a redevenit legal în 2005 si a fost cooptat de partidul  Baas în coaliția de guvernare numită Frontul Național Progresist.
Cu peste 100.000 membri, el este singura grupare politică legală în Siria, după principalul partidul de guvernamânt, Partidul Baas (Partidul Socialist al Renașterii Arabe).
În timpul Războiului Civil din Siria  în anii 2012-2014 a devenit parte a Frontului Popular pentru Schimbare și Eliberare și a sprijinit regimul președintelui Bashar al-Assad. Cei circa 8000 luptători ai aripei sale militare , „Acvilele Vârtejului” (desființate în 2019) au luat parte la lupta împotriva Armatei Siriei Libere și a gherilei Statului Islamic (Daash sau ISIS). 
În 2020 ca parte a Frontului Național Progresist de guvernământ, PSNS este reprezentat de trei deputați în Adunarea Poporului din Siria
PSNS este activ in diaspora libaneză și siriană, de pildă, în America de Sud.  

## Context istoric

### Primii naționaliști sirieni

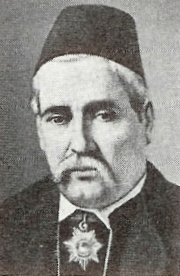
Butrus al-Bustani

Butrus al Bustani a fost unul dintre primii care au susținut ideea unei națiuni siriene aparte care ar trebui să se fie reprezentată într-un Imperiu Otoman reformat. În 1870 el a înființat periodicul Al-Jinan, lansând lozinca "Iubirea de patrie este un articol de credință".
Al Bustani a fost unul din reprezentantii mișcării Al Nahda, influențată de renașterea literara arabă și de ideile Revoluției franceze.  Dorința acestora era să influențeze reformele Tanzimat, care erau o încercare de a introduce în Imperiul Otoman  o monarhie constituțională dotată cu libertate religioasă și să pună un capăt marginalizării economice invalidante a Imperiului Otoman. și care avea să ducă la mișcarea Junilor Turci și la a Eră Constituțională.   
Un continuator influent al lui Al Bustani a fost iezuitul și istoricul belgian Henri Lammens, hirotonisit în 1893 ca preot la Beirut și care a susținut că Siria Mare a cuprins încă din vremurile antice toate regiunile dintre Peninsula Arabică, Egipt, coridorul levantin și Munții Taurus, incluzând toate popoarele din Semiluna Fertilă.

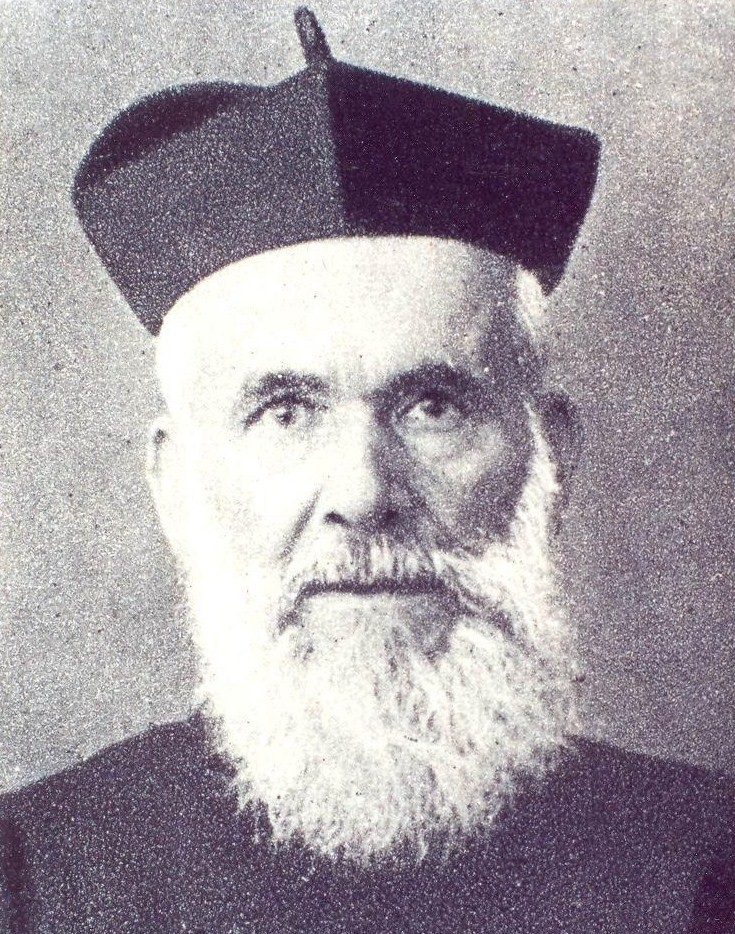
"Siria este cămașa lui Hristos" – Henri Lammens.

În acest spirit s-a făurit un patriotism idealist, asemănător cu naționalism romantic european, care idealiza renașterea natională  
a Levantului, care ar fi urmat să zdruncine trecutul otoman și să promoveze aria considerată ca leagănul civilizațiilor în avanscena modernă a lumii.
Un loc însemnat în acest context au ocupat operele lui Khalil Gibran care exprimau și ele credința într-un naționalism și patriotism sirian.  
Așa cum s-a exprimat Gibran:
„Cred în voi și cred în destinul vostru. Cred că aduceți contribuții la această nouă civilizație... Cred că stă în puterea voastră să fiți buni cetățeni. Și ce înseamnă să fii bun cetățean?...
Este să stai în fața turnurilor din New York și Washington, Chicago și San Francisco, spunându-vă în inimile voastre:„Eu sunt urmașul unui popor care a zidit Damascul și Byblos și Tyrul și Sidon ul și Antiohia, iar eu sunt aici ca să construiesc, împreună cu voi, cu entuziasm”

## Istorie

### Întemeierea și primii ani ai partidului

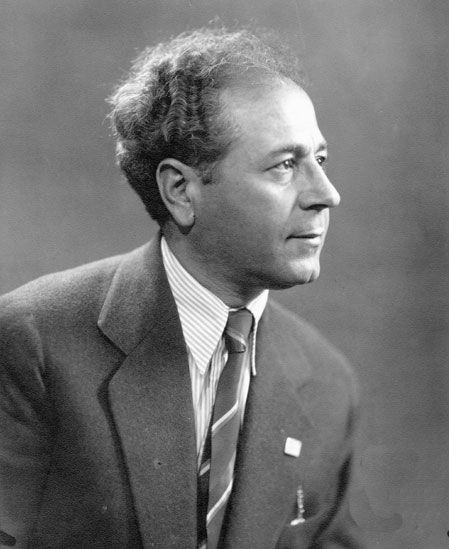
Antun (Antoine) Saadeh

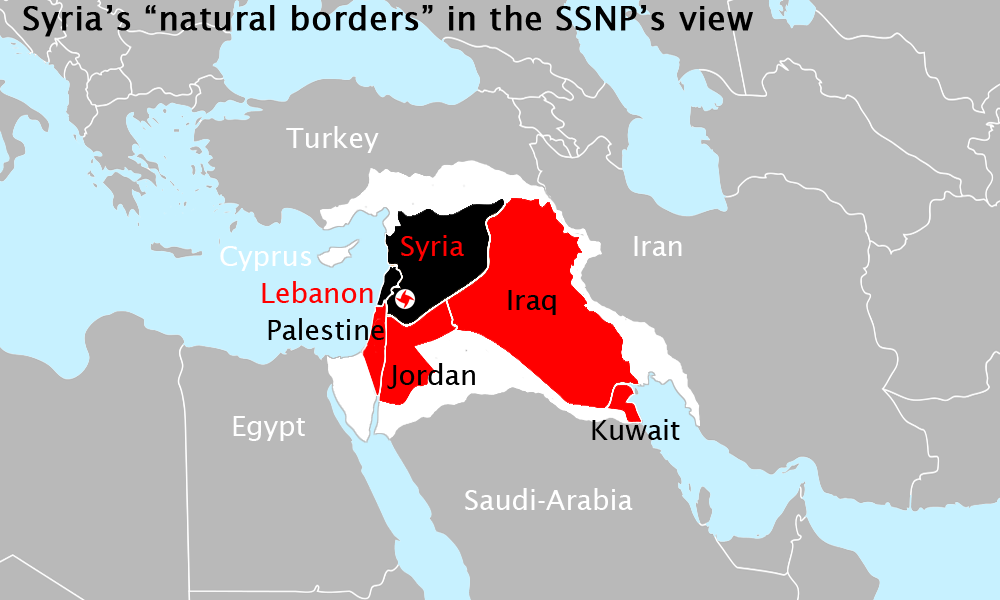
Siria Mare, în granițele ei "naturale", după ideologia Partidului Social Naționalist Sirian (după saitul filialei din Homs a partidului). În negru - Siria și Libanul, în roșu - Israelul, teritoriile palestiniene,Iordania, Irakul și Kuweit și Iran.În alb teritoriile revendicate din Egipt, Arabia Saudită, Cipru și Turcia

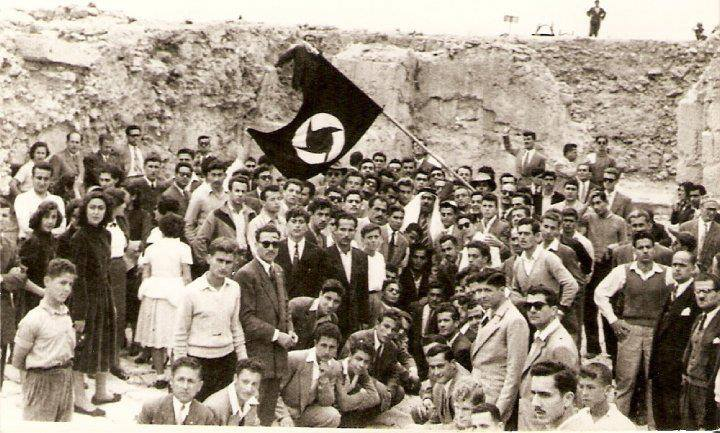
Membri ai PSNS primindu-l pe Antoun Saadeh la întoarcerea sa din exil în 1947.

Partidul Social Naționalist Sirian a fost înființat de ziaristul și conferențiarul libanez Antun (Antoine) Saadeh (1904-1949)
care preda limba germană și civilizatia Orientului Apropiat la Universitatea americană din Beirut. El era urmașul unei familii creștine ortodoxe care s-a stabilit în America de Sud între anii 1919-1930.
  
Întors în patrie în 1930, Saadeh a înființat in noiembrie 1932 prima celulă a Partidului Social Naționalist Sirian, care în primii trei ani a activat clandestin. În 1933 a început să publice revista cotidiană Al-Majalla, care a fost difuzată la Universitatea Americană din Beirut și care a devenit corifeul noii ideologii a partidului. Adepții PSNS au adoptat salutul fascist și au cântat imnul lor pe melodia imnului german 
Lied der Deutschen - Deutschland über alles
.În 1936 ostilitatea deschisă a partidului PSNS față de colonialismul francez a făcut ca autoritățile mandatare franceze să interzică partidul și să-l trimeată pe Saadeh la închisoare vreme de șase luni, sub acuzația că a creat un partid clandestin, deși acuzația de contact cu mișcările fasciste germană și italiană a fost infirmată, după ce germanii au dezmințit orice relație cu el.
La 1 iunie 1935. într-un discurs A. Saadeh declarase:« Partidul Social Naționalist Sirian nu este nici hitlerist, nici fascist, ci un partid social naționalist pur. El nu se bazează pe o imitație inutilă, ci este rezultatul unei invenții autentice».
În timpul detenției Saadeh a scris cartea „Geneza unei națiuni” în care a formulat principiile ideologiei PSNS..În acea perioadă partidul său s-a alăturat altor forțe naționaliste și patriotice din Siria, în așa numitul Bloc Național militând în același timp, în ilegalitate, pentru înlăturarea de la putere a regimului mandatar francez. Alianța PSNS cu Blocul Național nu a durat mult, deoarece Blocul s-a abținut de la angajarea în activități militante împotriva Franței, hotărând să coopereze cu Înaltul Comisar francez. Mulți membri ai PSNS au simțit că Blocul Național refuza să coopereze cu ei deoarece fondatorul partidului lor era creștin.  
Când Falangele Libaneze și-au declarat atașamentul față de noțiunea de Liban, ca stat-națiune, definindu-l ca o entitate în cadrul granițelor prevăzute în Acordul Sykes-Picot din 1916, și apoi de mandatul francez pentru Marele Liban, și a adoptat linia unei legături strănse intre națiunea libaneză și biserică, și a unui conservatorism social extremist, PSNS a respins această pretentie națională, formulată pe baza noilor granițe stabilite de puterile coloniale, ca fiind fictivă și nereflectând realitățile istorice și sociale. 
PSNS a susținut că Siria Mare, așa cum era definită de Saadeh reprezenta idealul național pentru poparele istorice ale Mesopotamiei și ale Semilunii Fertile, legate fiind de o geografie clar definită și de o dezvoltare istorică, socială și culturală comună, dincolo de orice „sectarism”
În 1938 Saadeh s-a întors în America de Sud,   
de unde a revenit în 1946.
. 

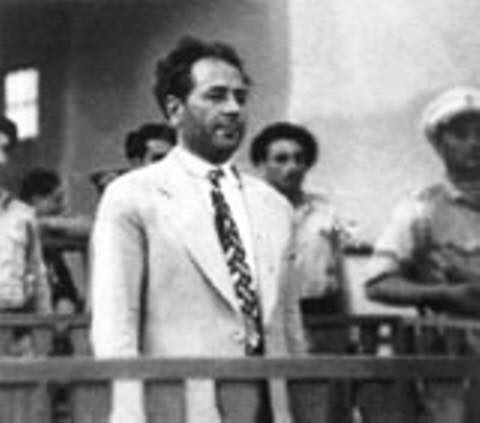
Antun Saadeh
la judecata sumară împotriva sa, sub acuzația de înaltă trădare și rebeliune armată”. El a fost executat a doua zi

Când statele arabe și palestinienii au pierdut războiul contra Israelului in 1948-1949, Saadeh a atras partidul său spre o poziție provocatoare: a susținut că arabismul este un truc retoric, a condamnat insompetența și ipocrizia liderilor arabi, și a susținut că crearea Statului Israel și expulzarea palestinienilor este rezultatul direct al acestei incompetențe.  La 4 iulie 1949, la un an după proclamarea Israelului și catastrofa arabilor palestinieniNakba, ca răspuns la mai multe măsuri înterpretate ca agresive din partea guvernului libanez, care era sprijinit de Falange, PSNS a lansat o primă rebeliune în Liban  Ca urmare a represiunii de către forțele guvernului, Saadeh a plecat în Siria, pentru a se întâlni cu Husni Al Za'im, și a-i obține sprijinul. Ulterior PSNS i-a acuzat pe Al Za'im, pe regele Faruk al Egiptului și pe premierul libanez Riad Al Solh că au decis să-l elimine pe Saadeh sub patronajul spionajului britanic și al Mosadului 
Al Za'im l-a predat pe Saadeh autorităților libaneze, care l-au judecat în grabă și l-au executat la 8 iulie 1949.

## PSNS în Liban

### De la confruntare la adaptare
După execuția lui Saadeh și arestarea altor conducători ai partidului, PSNS a rămas în ilegalitate până în 1958 când a luat partea președintelui prooccidental Camille Chamoun, împotriva rebelilor naționaliști arabi .  
În 1951 primul ministru libanez Riad As Sulh a fost asasinat de un militant al PSNS .

#### Încercarea de lovitură de stat din 1961
În ultima zi a anului 1961 doi membri ai PSNS, comandanți de companii din armata libaneză a încercat, cu ajutorul a 200 de membri civili ai partidului, o lovitură de stat surpriză împotriva președintelui Fuad Shehab . Specialiștii au încercat să explice acțiunea prin preferința ideologică a PSNS pentru violență , frustrarea sa în fața ostracizării sale în societatea libaneză și critica din prizma politică și cea militară față de guvernarea lui Fuad Shehab. 
Consilieri ai lui Shehab, care ar fi observat militanți înarmați ai PSNS adunându-se în jurul ariilor centrale ale Beirutului, s-au grăbit spre palatul prezidențial pentru a-l informa pe Shehab. Aceasta a dus la noi măsuri de interzicere a PSNS și de pedepsire cu închisoarea sau executarea a multor dintre liderii săi. Majoritatea activistilor de frunte ai partidului au rămas închiși sau în exil până la o amnistie generală decretată în 1969. 
În cursul anilor 1960 ideologia partidului în ideologia partidului au început să predomine tendințele de stânga și orientarea pro-arabă. Principala bază a partidului s-a aflat în comunitatea creștină ortodoxă din Liban, deși în rândurile lui se numărau și membri ai altor comunități religioase, în special șiiți și druzi. Centrele principale ale partidului sunt regiunea Kura din nordul Libanului și orașul Dhur Shuair de pe Muntele Liban, unde jumătate din populație este creștină ortodoxă.
În 1969 partidul renăscut a decis să se ralieze taberei naționaliste arabe sau „islamo-progresiste”. 

### Războiul Civil din Liban
Când în 1975 a izbucnit în Liban Războiul Civil, PSNS a înființat o unitate militară care s-a aliat cu Mișcarea Națională Libaneză împotriva Falangelor Libaneze și a aliaților acestora din Frontul Libanez. 
După unele informații, militanții PSNS, dându-se drept palestinieni, au fost cei care au aprins scânteia războiului civil prin atacul asupra credincioșilor maroniți și a falangiștilor lângă Biserica Notre Dame a Mântuirii din cartierul Ain al Rammaneh din Beirut, care a atras apoi atentatul falangiștilor contra pasagerilor unui autobus cu militanti palestinieni în așa numita Duminica sângeroasă din  13 aprilie 1975. 

Odată cu izbucnirea războiului civil din Liban în 1975, PSNS s-a alăturat blocului forțelor de stânga, palestinienilor și partidelor și milițiilor musulmane - așa-numitele Forțele Patriotice Naționale (NPF), al căror scop era răsturnarea guvernului și a președintelui. În unitățile SSNP erau aproximativ 3.000 de militanți, iar din martie 1985, partidul a folosit atacuri sinucigașe pentru atacuri teroriste împotriva trupelor israeliene în sudul Libanului. Multă vreme, partidul a fost condus de greco-catolicul Inam Raad și de musulmanul șiit Ali Kanso. 
PSNS a interpretat Războiul Civil ca un rezultat inevitabil al diviziunilor în sânul națiunii siriene în mai multe state mai mici si al devierii de la „războiul de eliberare” contra Israelului.  
La mijlocul anilor 1970 au apărut în partid tensiuni între o fracțiune reformistă apropiată de cercurile palestiniene și altă fracțiune orientată spre Damasc. Ele s-au reunit în 1978.  
În 1982 un militant al PSNS, George Ibrahim Abdallah a aderat la Frontul Popular pentru Eliberarea Palestinei, organizație teroristă palestiniana de extremă stânga, în serviciul careia a omorât în Franța doi diplomati - unul american Charles Ray și altul israelian, Yaakov Bar Simantov.
După înfrângerea forțelor islamo-progresiste în Războiul din Liban (1982), PSNS s-a alăturat mai multor organizații  care s-au regrupat pentru a rezista ocupației israeliene. Un membru al PSNS, Khalid Alwan (care a murit in 1984 într-o ambuscadă) a împușcat mortal un ofițer israelien și rănit doi soldați israelieni la cafeneaua Wimpy Cafe din cartierul Hamra din vestul Beirutului. Primăria Beirut a denumit locul in care s-a petrecut actiunea Piața Khalid Alwan, iar atacul, denumit Operațiunea Wimpy, a intrat în mitologia patriotică locală.   
FBI considera că asasinarea în 1982 a noului președinte ales al Libanului, liderul Falangelor, Bachir Gemayel a fost efectuată de militanți ai partidului PSNS  Un membru al PSNS, Habib Shartouni a fost ulterior arestat și condamnat în Liban în 2017 pentru acest atentat. 
[În 1983 partidul a intrat în Frontul Libanez de Salvare Națională. În 1985 o militantă creștină din PSNS, Sana'a Mehaidli a detonat un automobil  exploziv sinucigaș la trecerea unui convoi militar israelian la Jezzin ,provocând moartea a doi soldați israelieni și rănirea altor zece și devenind prima femeie cunoscută care s-a sinucis într-a astfel de acțiune. 

În aprilie 1986 o veterană a PSNS, May Mansur din Tripoli, a provocat, în drumul spre aterizare la Atena, un atentat exploziv la bordul unui avion civil al companiei americane TWA, care a dus la omorârea a patru pasageri.Ea a apucat să coboare la escala dinainte.    
În cadrul PSNS au apărut diviziuni și fracțiuni  care au dus la o slăbire a unității acestuia. Până la sfârșitul anilor 1980, partidul avea patru facțiuni care se deosebeau în opiniile lor ideologice. Cele mai insemnate era cea condusă de sunnitul Issam Mohairi, precum și cea condusă de maronitul Jubran Jureij. În prezent, PSNS face parte din blocul pro-sirian, care include și mișcarea Amal și Hezbollah, dar are doar puțin sprijin în rândul populației libaneze ne-șiite.
La 16 martie 1977, militanții uneia dintre fracțiunile PSNS, probabil în serviciul Siriei, l-au asasinat pe conducătorul druz Kamal Jumblatt, cel care, ca ministru de interne, a legalizat PSNS cu puțin timp înainte de izbucnirea războiului civil.

### După Războiul Civil
PSBS din Liban a sprijinit ocuparea Libanului de către armata siriană și a făcut parte din coalițiile partidelor pro-siriene, inclusiv așa numita Alianța 8 Martie.       
La alegerile generale din Liban din 1992 PSNS a câștigat șase locuri în parlament.Mai târziu popularitatea partidului a scăzut - obtinând doar două locuri în 2009 . În conflictul din Liban din 2008 persoane înarmate au tras cu arme de foc asupra sediului partidului.
Assad Hardani a fost liderul partidului în două cadențe consecutive. El a fost urmat în 2020 de Rabih Banat, în circumstanțele unei sciziuni tot mai accentuate în partid între adepții lui Hardan, apropiati de regimul baasist din Siria și de Alianta 8 Martie, și adepții lui Banat, care sprijineau guvernul lui Saad Hariri . 
La alegerile din 2022 partidul PSNS nu a reușit să intre în Parlamentul libanez.

## PSNS în Siria

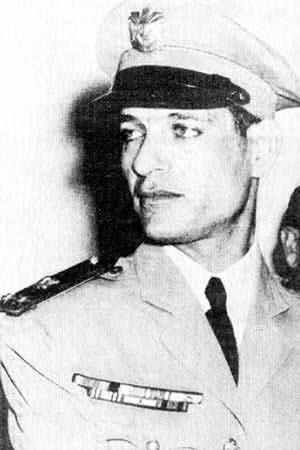
Colonelul Adnan al Malki, care a fost asasinat în 1955 de militanți ai PSNS

Saadeh dorea ca PSNS să creeze un fel de Risorgimento in stil italian, care să traducă în realitate proiectul Siriei Mari 
Partidul a adoptat o retorică conspirativă anticomunistă si a preconizat un stat totalitar. 
În anii 1950, în numele unei ideologii ultranaționaliste, PSNS a întreprins rebeliuni, atacuri teroriste, asasinări politice și alte acte violente.  
Principalii săi rivali erau Partidul Comunist Sirian și Partidul Baas care , amândouă, denuntau PSNS ca fiind un proiect „sionist" susținut de Occident cu scopul de a sabota unitatea arabă și a promova interesele vestice in regiune.
După asasinarea în 1955 de către militanți ai PSNS a colonelului Adnan al Malki, adjunctul șefului Statului Major major al armatei siriene,   autoritățile siriene au interzis PSNS și au organizat o prigoană contra membrilor acestuia.
În cursul anilor 1950 membrii PSNS au fost arestați și judecați, închiși sau asasinați, iar partidul a încetat de a mai reprezenta o forță politică în Siria. El a rămas, vreme de decenii, un grup ilegal a cărui imagine era pătată de afacerea Malki, ca și de acuzația că ar fi aliniată cu interesele occidentale și anti-arabe.

Socrul președintelui Hafez al Assad, Muhammad Makhluf, a fost membru al PSNS si de aceea s-a opus inițial căsătoriei fiicei sale Anisa cu baasistul Hafez al-Assad.
În timpul Războiului civil din Liban, poziția PSNS de alianță strânsă cu Hezbollah s-a potrivit cu cea a Siriei, ceea ce a ușurat o apropierea a partidului de guvernul sirian.
În ultimii ani ai președinției lui Hafez al-Assad în Siria, PSNS a început sa fie mai tolerat de autorități. După ce funcția de presedinte al Siriei a fost moștenită în 2000 de fiul său, dr.Bashar al-Assad, acest proces a continuat. În 2001, deși, încă, interzis oficial, PSNS a primit permisiunea de a lua parte ca observator la reuniunile organizate de Frontul National Progresist, o coaliție de partide legale dominate de partidul Baas. În primăvara 2005 regimul sirian a decis legalizarea PSNS și să-i permită o formă limitată de activitate politică. 
Cu timpul, PSNS și regimul baasist au efectuat o întorsătură de 180 de grade in relațiile dintre ele, devenind din dușmani aliați.
Procesul a demarat când partidul a salutat obiectivele regionale ale lui Hafez al Assad, ca, de pildă, consolidarea controlului Siriei asupra Libanului și asupra Organizației pentru Eliberare a Palestinei, care se încadrau bine în proiectul PSNS de întemeiere a Siriei Mari. PSNS a devenit astfel un instrument al politicii siriene in Liban, Alianța aceasta s-a strâns și mai mult în anii Războiului Civil din Siria  
La alegerile din 22 aprilie 2007 din Siria, pentru Consiliul Poporului,PSNS a obținut 3 din 250 locuri ale parlamentului. 
În 2015  ziaristul Terry Glavin a notat ca doar în vremea unui scurt si prietenos interregnum din timpul alegerilor naționale falsificate din 2012  PSNS a fost cooptat, pentru prima dată după 2005, în coaliția guvernamentală " Liderul sau sirian este Ali Haidar, care a ocupat unul din cele doua portofolii rezervate partidelor ne-baasiste,și anume, Ministerul de stat pentru reconciliere. 

#### Rolul în Războiul Civil din Siria
„L'Orient Le Jour” a raportat că războiul civil care a izbucnit în 2011 în Siria a devenit o ocazie pentru PSNS de a adopta o nouă dimensiune. După analistul sirian Samir Akil, cadrele PSNS provin în majoritate din rândul comunităților creștine, alawite și șiite, reprezentând o anumită amenințare pentru regimul Assad și partidul Baas care căuta să monopolizeze controlul minorităților din țară.
În timpul manifestațiilor de protest din 2011 PSNS a luat parte la contra-demonstrații în favoarea regimului sirian.
Guvernul l-a răsplătit cu arme și antrenamente militare. Activiștii de frunte ai PSNS a devenit,și ei, între timp ținte ale rebelilor suniți , fiind răpiți si asasinați. Bashar al Yazigi, șeful biroului politic al PSNS în Siria, a acuzat opoziția că vrea să provoace sciziuni etno-sectare și să fragmenteze societatea siriană, la fel ca în Irak și Liban.
În 2016 numărul de luptători ai PSNS în Siria era estimat la 6.000-8.000. Între ei se numărau și militanți veniți din Liban,deși partidul sustinea că proporția acestora a scăzut tot mai mult în favoarea sirienilor localnici.
În 2016 militanții PSNS erau desfășurati mai ales în zonele rurale de la nord de Latakya, în provinciile Homs, Hama și Daraa, de asemenea, în vecinătatea Damascului și iar în provincia Suwayda  
Oamenii PSNS au luat parte, între altele, la luptele de la Sadad, Ma'loula și Qaryatayn.    
În 2016 oficialii partidului susțineau ca numărul adepților săi a crescut cu miile, din cauza reputației sale de forță militară efectivă.
Începând din 2018, însă, președintele Bashar al-Assad a inițiat o intensă baasificare în teritoriile aflate sub controlul său. Partidul Baas și-a întărit și mai mult monopolul asupra armatei, studenților, sindicatelor, organizațiilor de tineret, etc a inițiat epurări de militanți considerați insuficient de loiali față de familia Assad, care a adoptat postura de fondatoare a statului sirian.
În alegerile din 2020 numărul deputaților PSNS în parlamentul sirian s-a redus de la șapte la trei. Regimul a dizolvat unitățile paramilitare ale PSNS - Acvilele vârtejului.
Restrângerea puterii PSNS a însoțit și conflictul dintre Bashar al Assad și vărul său matern, Rami Makhluf, miliardar alawit, care din 2005 s-a aflat la conducerea facțiunii Amana a PSNS și care a fost denunțat ca un simbol al corupției 
La 10 octombrie 2019 Bashar Al Assad a interzis această facțiune, a dizolvat miliția privată a lui Makhluf și a confiscat afacerile acestuia. Liderii PSNS au început să vadă în punerea la o parte a partidului lor o adevarată trădare.
În 2023 PSNS și-a declarat sprijinul pentru atacul Hamasului asupra Israelului, felicitându-l pentru inițiativa și cerând Autorității Nationale Palestiniene să se alăture luptei.

## În Iordania
În Iordania PSNS a găsit adepți în rândurile unor palestinieni.
În 1966 regele Hussein a luat măsuri pentru eradicarea mișcării.

În 2013 partizani ai partidului au înființat Mișcarea Naționaliștilor Sociali sirieni din Iordania.  